# 靜陵 (北魏)
靜陵是中国北魏孝莊帝元子攸的陵墓。位于河南省洛阳市红山乡上寨村南。530年十二月，尔朱兆在晋阳杀害元子攸。532年，追谥孝莊皇帝，庙号敬宗。十一月，葬于静陵。静陵为圆形，现高15米，周长120米。墓前存石雕翁仲一件，高3.14米。